# Pilot (rivista)
Pilot è stata una rivista a fumetti pubblicata in Italia negli anni ottanta. Ha avuto due diverse edizioni, la prima della Edizioni Nuova Frontiera e la seconda della Bonelli-Dargaud, una joint venture fra gli editori Sergio Bonelli e Dargaud.
La prima era la versione italiana della rivista francese Pilote, della quale pubblica varie serie a fumetti di noti autori come Georges Wolinski, Georges Pichard, Lawrence Harlé, Gerard Lauzier o Greg. La seconda edizione pubblica fumetti di autori italiani e francesi come Philippe Caza, René Goscinny, Laurence Harlé e Michel Blac-Dumont, Daniel Pecqueur o Drappier Franz che italiani, come Eugenio Sicomoro.